# 南昌国际体育中心体育场
南昌国际体育中心体育场位于江西省南昌市红谷滩区生米大桥南侧，为南昌国际体育中心的一部分，可容纳约6万名观众。它是中华人民共和国第七届城市运动会的主会场。在体育场南部有一座高67米的火炬塔，其主要由杜鹃花、五星、圆盘等元素构成，其上方形似“8”，下方形似“1”，寓意“八一”南昌起义。

## 演唱会
- 2012年9月22日 - 五月天 諾亞方舟世界巡迴演唱會
- 2015年8月15日 - 汪峰“峰暴来临”超级巡演南昌站
- 2015年9月26日 - 林俊傑 時線：新地球世界巡迴演唱會
- 2015年10月24日 - 張惠妹 烏托邦世界巡城演唱會
- 2016年3月25日 - BIGBANG MADE V.I.P歌迷見面會
- 2016年7月9日 - 陳奕迅  ANOTHER EASON's LIFE 世界巡迴演唱會
- 2016年9月17日 - 五月天 Just Rock It！就是世界巡迴演唱會
- 2018年4月7日 - 張學友 A CLASSIC TOUR 學友.經典世界巡迴演唱會
- 2018年8月18日 - 五月天 LIFE 人生無限公司世界巡迴演唱會
- 2019年7月6日 - 林俊傑 聖所2.0世界巡迴演唱會
- 2023年4月21-22日 - 薛之谦  天外來物巡迴演唱會
- 2023年12月9日 - 王心凌 Sugar High世界巡迴演唱會(體育館)
- 2023年12月10日 - 蓋世音雄巨星演唱會
- 2024年4月12-14日 -  张杰 未·LIVE—「开往1982」巡回演唱会
- 2024年5月24-25日 - 蔡依林 Ugly Beauty世界巡回演唱会
- 2024年6月1-2日 - 林俊杰 JJ20世界巡迴演唱會
- 2024年6月22-23日 - 凤凰传奇 “吉祥如意”2024巡回演唱会
- 2024年7月20-21日 - 华晨宇火星演唱会
- 2024年8月24-25日 - 陶喆 Soul Power II世界巡迴演唱會(體育館)
- 2024年12月14日 - 无限X巡回演唱会
- 2025年1月3-5日、10-12日 - 张学友60+巡回演唱会(體育館)
- 2025年5月2日-林憶蓮 迴響 Resonance 2025 巡迴演唱會
- 2025年5月31日-張惠妹 ASMR Maxxx世界巡迴演唱會[3]